# Alma-KTZh
L'Alma-KTZh, citato anche più semplicemente come Alma, fu una squadra di calcio femminile kazaka con sede ad Almaty.
Istituita nel giugno 1997, rimase attiva fino al 2009, conquistando come protagonista indiscussa del campionato kazako nove titoli consecutivi di Campione del Kazakistan, partecipando inoltre, grazie a questi risultati, a sei edizioni consecutive di UEFA Women's Cup e Champions League come unica rappresentante dello Stato transcontinentale euroasiatico.

## Palmarès
- Campionato kazako femminile: 9

2000, 2001, 2002, 2003, 2004, 2005, 2006, 2007, 2008